# Tit Furfani Pòstum
Tit Furfani Pòstum (en llatí Titus Furfanius Postumus) va ser un dels jutges que va participar en la causa contra Tit Anni Papià Miló l'any 52 aC.
Probablement va ser pretor l'any 51 aC i propretor a Sicília el 50 aC i el 49 aC. En aquest darrer any l'havia de succeir Postumi, que es va negar a fer-ho. L'any 45 aC sel torna a mencionar com a propretor de Sicília però amb títol de procònsol.